# Scopula nemorivagata
Scopula nemorivagata là một loài bướm đêm trong họ Geometridae.